# Relazioni bilaterali tra Azerbaigian e Israele
L'Azerbaigian e Israele sono impegnati in una stretta cooperazione dal 1992. L'Azerbaigian è uno dei pochi paesi a maggioranza musulmana oltre a Turchia, Egitto, Giordania, Sudan, Kosovo, Albania, Paesi del Golfo e le altre repubbliche ex sovietiche a sviluppare relazioni strategiche ed economiche bilaterali con Israele. Nell'incontro del presidente Ilham Aliyev con il primo ministro israeliano Benjamin Netanyahu, Aliyev ha elogiato il ruolo attivo della comunità ebraica che vive in Azerbaigian nello sviluppo delle relazioni bilaterali tra i paesi.

## Panoramica
Il 18 ottobre 1991, la dichiarazione del Parlamento dell'Azerbaigian ha ripristinato l'indipendenza del paese e nel novembre 1991 la Turchia è diventata il primo stato a riconoscerla formalmente. Il 25 dicembre 1991, Israele ha riconosciuto formalmente l'indipendenza dell'Azerbaigian, diventando uno dei primi stati a farlo, e ha stabilito relazioni diplomatiche con il paese il 7 aprile 1992. Durante il conflitto del Nagorno-Karabakh tra Armenia e Azerbaigian, Israele ha finanziato e fornito armi e artiglieria all'Azerbaigian.
Secondo un promemoria diplomatico statunitense del 2009, reso pubblico tramite WikiLeaks, il presidente dell'Azerbaigian Ilham Aliyev ha paragonato una volta il rapporto del suo paese con Israele a un iceberg: "Nove decimi di esso sono sotto la superficie".
L'Azerbaigian ha ricevuto la visita di David Harris, direttore esecutivo dell'American Jewish Committee, nel luglio 2010, subito dopo la visita di Hillary Clinton a Baku. Durante il ricevimento, Harris ha detto che l'Azerbaigian presenta un'importanza culturale, strategica e politica.
L'Azerbaigian è stato visitato da John Shapiro, direttore esecutivo dell'American Jewish Committee, nel gennaio 2017, poco dopo la visita di Benjamin Netanyahu a Baku. Durante il ricevimento, Shapiro ha affermato che una partnership costruttiva tra Azerbaigian, Stati Uniti e Israele ha un grande significato.
In visita in Azerbaigian nel dicembre 2016, il primo ministro israeliano Benjamin Netanyahu ha detto: "Le relazioni con l'Azerbaigian sono molto strette. Saranno ancora migliori dopo questa visita."
L'Azerbaigian ospita circa 30.000 ebrei, residenti principalmente a Baku e nell'insediamento di Qırmızı Qəsəbə nel distretto di Quba in Azerbaigian. Gli ebrei della montagna vivono in Azerbaigian da quasi 1.500 anni; sono i discendenti degli ebrei iraniani. Durante la conquista da parte del califfato islamico, gli arabi stabilirono una tribù ebraica alleata nei dintorni di Baku; nel 1730 agli ebrei fu ufficialmente concesso il diritto di residenza e il diritto di proprietà a Quba. Ci sono anche quasi 5.000 ebrei ashkenaziti che vivono principalmente a Baku. La prima scuola ebraica di Sochnut nell'Unione Sovietica fu aperta nel 1982 a Baku, allora capitale della RSS azera.

L'aprile 2017 ha segnato il 25º anniversario dell'istituzione delle relazioni diplomatiche tra Israele e Azerbaigian. Una lettera di congratulazioni al presidente dell'Azerbaigian Ilham Aliyev dal primo ministro israeliano Benjamin Netanyahu includeva:
Israele è orgoglioso di essere stato una delle prime nazioni a riconoscere la Repubblica indipendente dell'Azerbaigian. Nel quarto di secolo da allora, i nostri paesi hanno costruito una solida relazione basata su una genuina amicizia tra i popoli ebraico e azero [...] L'Azerbaigian è un modello di armonia interreligiosa e multiculturale in un'area irta di rivalità religiose ed etniche. Come te, Israele è un faro di stabilità e tolleranza in una regione instabile. Nonostante le sfide che dobbiamo affrontare, siamo entrambi riusciti a creare economie fiorenti e società vivaci, prospere e in cerca di pace.
I legami israelo-azeri si sono rafforzati dall'inizio degli anni '90. La relazione strategica includeva la cooperazione in materia di commercio e sicurezza, scambi culturali ed educativi, ecc. Le relazioni entrarono in una nuova fase nell'agosto 1997 durante la visita dell'allora primo ministro israeliano Benjamin Netanyahu a Baku. Da allora Israele ha sviluppato legami più stretti con l'Azerbaigian e ha contribuito a modernizzare le forze armate azere. L'esercito israeliano è stato un importante fornitore nell'aviazione da campo, artiglieria, armi anticarro e antifanteria in Azerbaigian.
Nel 2009, il presidente israeliano Shimon Peres ha effettuato una visita in Azerbaigian dove le relazioni militari sono state ulteriormente ampliate, con la compagnia israeliana Aeronautics Defense Systems Ltd che annunciato che avrebbe costruito una fabbrica a Baku.
Nel 2010, il presidente azero Ilham Aliyev ha emesso un decreto che vieta il rilascio dei visti negli aeroporti internazionali del paese; gli stranieri d'ora in poi dovevano richiedere il visto al più vicino consolato azero. Israele e Turchia sono stati gli unici due paesi i cui cittadini non sono stati toccati dalla nuova legge.
Nel 2016, il ministro della Difesa israeliano Avigdor Lieberman ha sostenuto la posizione dell'Azerbaigian negli scontri armeno-azero del 2016, definendola "assolutamente giustificata".
Una delegazione del Congresso ebraico mondiale ha visitato l'Azerbaigian nel settembre 2016; durante i colloqui con il presidente azero Ilham Aliyev è stato posto l'accento sulle relazioni "eccellenti" con Israele e la comunità ebraica.
Nel dicembre 2016, il primo ministro israeliano Benjamin Netanyahu ha effettuato una visita ufficiale a Baku. Durante la visita ha sottolineato che "Israele e Azerbaigian godono di un ottimo rapporto e di una calda amicizia". Durante la visita Netanyahu ha visitato il vicolo dei martiri e ha reso omaggio agli eroi azeri. Ha anche visitato la Fondazione Ohr Avner di Baku, ha incontrato la comunità ebraica locale e ha tenuto un discorso davanti agli studenti. Anche le dichiarazioni alla stampa del Presidente dell'Azerbaigian Ilham Aliyev e del Primo Ministro israeliano Benjamin Netanyahu hanno mostrato soddisfazione per la cooperazione bilaterale dei due Paesi.
Nel dicembre 2016 è stato firmato l'accordo intergovernativo Azerbaigian-Israele sulle comunicazioni aeree.
Nel marzo 2017, l'inviato israeliano in Azerbaigian ha effettuato diversi tour regionali per approfondire la cooperazione economica nei settori dell'economia, dell'agricoltura e del turismo: Azerbaigian e Israele hanno abolito la doppia imposta tra i due paesi nell'aprile 2017.
Durante il suo discorso alla 72ª sessione dell'Assemblea generale delle Nazioni Unite il 19 settembre 2017, Netanyahu ha menzionato l'espansione della cooperazione tra i due paesi.
Nel gennaio 2019, il Servizio di frontiera statale dell'Azerbaigian ha acquistato i Sky Striker suicidi dalla Elbit Systems di Israele. L'Azerbaigian è diventato il primo acquirente straniero di Sky Strikers.

### Recenti sviluppi
Nella guerra nell'Artsakh del 2020 con l'Armenia, l'Azerbaigian ha dispiegato armi di fabbricazione israeliana su obiettivi armeni.

## Rapporti di sicurezza
A seguito di un incontro dell'ottobre 2001 con l'ambasciatore israeliano Eitan Naeh, l'allora presidente dell'Azerbaigian Heydar Aliyev dichiarò che i due paesi avevano posizioni identiche nella lotta al terrorismo internazionale. L'intelligence israeliana aiuta a raccogliere informazioni su quelle che considerano organizzazioni estremiste nella regione. Uno dei gruppi, Hizb ut-Tahrir, che cerca l'annientamento dello stato di Israele, minaccia sia Gerusalemme che Baku. Hizb ut-Tahrir è sospettato di avere diverse centinaia di membri in Azerbaigian, e molti dei suoi membri sono stati arrestati e perseguiti dalle autorità azere.
Nel 2008 è stato sventato un complotto per bombardare l'ambasciata israeliana a Baku, che si trova in un grattacielo insieme alle ambasciate thailandese e giapponese. Due militanti di Hezbollah sono stati processati per il tentativo nel maggio 2009. La polizia locale ha scongiurato di poco il potenziale disastro, che ha comportato il posizionamento di tre o quattro autobombe attorno al grattacielo per eseguire l'attacco. I gruppi hanno pianificato l'attentato come rappresaglia per l'assassinio del 2008 a Damasco, in Siria, del secondo in comando di Hezbollah Imad Mughniyah, che il gruppo libanese ha attribuito a Israele. Le notizie hanno suggerito che anche l'Iran fosse coinvolto nel piano.
Nel 2012, Israele e Azerbaigian hanno firmato un accordo in base al quale le Israel Aerospace Industries gestite dallo stato avrebbero venduto i droni e sistemi di difesa antiaerea e missilistica in Azerbaigian per un valore di $ 1,6 miliardi.
Alcuni analisti ritengono che sia Israele che Azerbaigian vedano l'Iran come una minaccia esistenziale. L'Azerbaigian teme l'influenza islamista iraniana, ma anche l'Iran teme l'Azerbaigian, poiché circa 18 milioni di iraniani sono di etnia azera. D'altra parte, l'Azerbaigian ha stretti legami con la Turchia e il peggioramento post-2006 delle relazioni Israele-Turchia avrebbe potuto avere ripercussioni sulle relazioni dell'Azerbaigian con Israele.
Nel febbraio 2012, l'Iran ha rimproverato l'Azerbaigian per un presunto aiuto alle attività anti-iraniane dell'agenzia di intelligence israeliana del Mossad. Poche settimane dopo l'Azerbaigian ha arrestato 22 persone in un sospetto complotto iraniano contro obiettivi israeliani e statunitensi in Azerbaigian. Nel marzo 2012, la rivista Foreign Policy ha riferito che l'aviazione israeliana avrebbe potuto prepararsi ad utilizzare la base aerea militare di Sitalchay, situata a 500 km (340 miglia) dal confine iraniano, per attacchi aerei contro il programma nucleare dell'Iran.
L'Azerbaigian ha cercato relazioni più strette con l'Occidente. Vi sono, tuttavia, diversi fattori che inibiscono un'alleanza più vicina. Uno è la Russia. Un altro è la vulnerabilità dell'Azerbaigian alle pressioni del mondo musulmano. Questa pressione è la ragione per cui l'Azerbaigian non ha ancora aperto un'ambasciata in Israele e perché ha votato contro le visioni di Israele nei forum internazionali.

## Relazioni commerciali
La cooperazione economica tra Israele e Azerbaigian è cresciuta in modo significativo. Quando l'Azerbaigian ha deregolamentato le sue industrie e liberalizzato l'economia nei primi anni '90, le società israeliane sono penetrate nei mercati azeri. Molte aziende hanno investito nel settore dei servizi. Un esempio è Bezeq, un importante fornitore di telecomunicazioni israeliano. Attraverso un'offerta di contratto commerciale nel 1994, Bezeq ha acquistato una quota importante del sistema operativo telefonico. Oggi installa linee telefoniche e gestisce servizi regionali in gran parte del paese. Un'altra azienda, Bakcell, è stata avviata come joint venture tra il Ministero delle comunicazioni dell'Azerbaigian e GTIB (Israele) all'inizio del 1994 come primo operatore di telefonia cellulare nel paese. Dozzine di società israeliane sono attive nel settore energetico azero. Ad esempio, Modcon Systems Ltd., un fornitore israeliano di alta tecnologia per le industrie del petrolio e del gas, ha una filiale in Azerbaigian.
Tra il 2000 e il 2005, Israele è passato dall'essere il decimo partner commerciale dell'Azerbaigian al quinto. Secondo le statistiche delle Nazioni Unite, tra il 1997 e il 2004, le esportazioni dall'Azerbaigian verso Israele sono aumentate da poco più di 2 dollari milioni a $ 323 milioni, alimentati negli ultimi anni dal prezzo elevato del petrolio. Nel 2013, il 40% del petrolio in Israele viene esportato da Baku, il che rende l'Azerbaigian il più grande fornitore di petrolio di Israele.
L'Azerbaigian e Israele hanno reciprocamente abolito la doppia imposta nell'aprile 2017. ll commercio bilaterale tra i due paesi è ammontato a 260 milioni di dollari nel 2016 secondo quanto detto dall'ambasciatore israeliano in Azerbaigian. Secondo il Comitato doganale statale dell'Azerbaigian, il fatturato commerciale totale tra l'Azerbaigian e Israele ammonta a 116,2 milioni di dollari nel periodo gennaio-febbraio 2017, il 17,5 per cento in più rispetto allo stesso periodo del 2016.

## Energia
Azerbaigian e Israele collaborano strettamente nel campo dell'energia: Israele acquista il 40% del suo petrolio dall'Azerbaigian.
In un discorso del 2007, l'ambasciatore israeliano in Azerbaigian, Arthur Lenk, ha parlato di un commercio continuo tra Azerbaigian e Israele nel settore energetico. Ha osservato che fino all'inaugurazione dell'oleodotto Baku-Tbilisi-Ceyhan nel 2006, Israele era un consumatore chiave delle esportazioni petrolifere azere e che la vicinanza di Ceyhan a Israele offre eccellenti nuove opportunità per una maggiore partecipazione israeliana in questo settore dell'economia, creando così ulteriori aree di collaborazione e mutuo vantaggio. Ha sottolineato che attraverso l'oleodotto trans-israeliano tra Ashkelon ed Eilat, Israele potrebbe essere un partner strategico per la commercializzazione del petrolio del Caspio in Asia. Sono stati menzionati anche gli sforzi israeliani nello sviluppo delle risorse energetiche alternative, in particolare l'energia solare. Israele cerca inoltre ka possibilità di importare gas dalla regione del Mar Caspio.
Nel dicembre 2016, durante la sua visita in Azerbaigian, il primo ministro israeliano Benjamin Netanyahu ha detto: "Oggi stiamo negoziando non solo per la fornitura di petrolio azero, ma anche per l'importazione di gas azero in Israele".

## Cooperazione contro l'Iran
Il 29 marzo 2012, i funzionari hanno affermato che a Israele è stato concesso l'accesso alle basi aeree in Azerbaigian attraverso una "serie di intese politiche e militari tranquille". Queste basi aeree potrebbero essere potenzialmente utilizzate in un attacco contro l'Iran per il suo programma nucleare e altre tensioni con l'Iran, e sarebbero consentite dall'Azerbaigian. I funzionari israeliani e azeri hanno negato questi rapporti.
Il 30 settembre 2012, è stato riferito che l'Azerbaigian e Israele hanno esaminato congiuntamente l'uso di basi aeree azere e droni spia per aiutare i jet israeliani a eseguire un attacco a lungo raggio contro l'Iran. Ciò aiuterebbe Israele per quanto riguarda i problemi con il rifornimento, la ricognizione e il salvataggio degli equipaggi e potrebbe rendere un attacco più fattibile. Il piano a quanto pare prevede l'utilizzo di un aereo cisterna israeliano dipinto con i colori di una compagnia aerea di un paese terzo che atterrerebbe e farebbe rifornimento in Azerbaigian e quindi rifornirebbe l'aeromobile d'attacco israeliano.